# Chiến dịch Kentucky

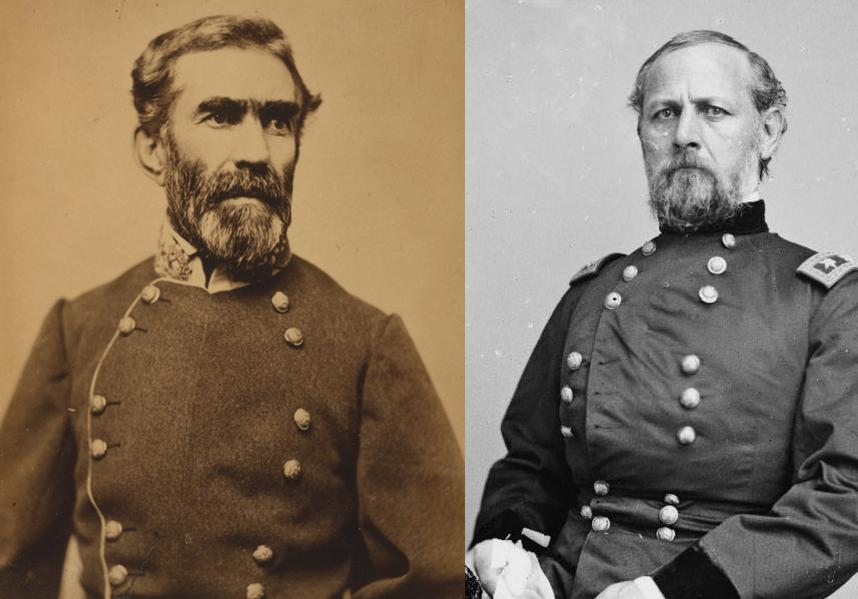
Braxton Bragg và Don Carlos Buell, 2 viên tư lệnh chính của chiến dịch.

Chiến dịch Kentucky hay thường được gọi là Cuộc tấn công Trung tâm của miền Nam (Confederate Heartland Offensive) là một chuỗi các hoạt động và trận đánh tại Đông Tennessee và Kentucky trong năm 1862 thời Nội chiến Hoa Kỳ. Từ tháng 6 đến tháng 10, các lực lượng miền Nam dưới quyền chỉ huy của Braxton Bragg và Edmund Kirby Smith đã mở một loạt các cuộc hành quân nhằm bọc sườn Binh đoàn Ohio của miền Bắc và lôi kéo bang Biên giới Kentucky đi theo Liên minh miền Nam. Mặc dù quân miền Nam có giành được một số thắng lợi ban đầu, nhưng đà tiến công của họ đã bị chặn đứng trong trận đánh quyết định - trận Perryville, và khiến cho Kentucky ở lại trong tay phe miền Bắc trong suốt thời gian còn lại của chiến tranh.